# Hyperolius kuligae
Hyperolius kuligae är en groddjursart som beskrevs av Mertens 1940. Hyperolius kuligae ingår i släktet Hyperolius och familjen gräsgrodor. IUCN kategoriserar arten globalt som livskraftig. Inga underarter finns listade i Catalogue of Life.